# Roberta Ann MacAvoy
Roberta Ann MacAvoy (* 13. Dezember 1949, Cleveland) ist eine US-amerikanische Autorin von Fantasy- und Science-Fiction-Geschichten. Sie ist vor allem unter den Initialen ihrer Vornamen als R. A. MacAvoy bekannt, selten auch unter dem Pseudonym „Rita A. MacAvoy“.

## Biographie
R. A. MacAvoy ist die Tochter von Francis und Helen MacAvoy. 1971 schloss sie ihr Studium an der Case Western Reserve University mit einem Bachelor ab. Von 1975 bis 1978 arbeitete sie als Assistentin des Beauftragten für finanzielle Unterstützung am Columbia College der Columbia University. 1978 hat sie Ronald Allen Cain geheiratet und begann als Programmiererin zu arbeiten. Seit 1982 widmet sie ihre ganze Zeit der Schriftstellerei.

## Auszeichnungen
Der Roman Tea with the Black Dragon wurde vielfach nominiert, und MacAvoy erhielt sogar einige Auszeichnungen im Jahre 1984 dafür: Den Locus Award für den besten ersten Roman, den John W. Campbell Award für den besten neuen Autor und im Rahmen des Philip K. Dick Awards eine special citation.

## Eigenheiten des Werks
MacAvoy verwendet oftmals keltische oder taoistische Thematiken. Ihre herausragenden, in den USA der frühen 1980er-Jahre angesiedelten Romane um den schwarzen Drachen in Gestalt des chinesischen Gentlemans Mayland Long und der Musikerin Martha Macnamara greifen zudem Elemente ihrer unmittelbaren Erfahrung, wie die Arbeit als Programmiererin, auf.

## Bibliographie

### Schwarzer Drache (The Black Dragon)
Alle übersetzt von Mechtild Sandberg-Ciletti.
- Tea with the Black Dragon, Bantam Books 1983, ISBN 0-553-23205-3
  - Stelldichein beim schwarzen Drachen, Goldmann 1986, ISBN 3-442-08543-8
- Twisting the Rope, Bantam Spectra 1986, ISBN 0-553-26026-X
  - Der schwarze Drache lädt zum Lunch, Goldmann 1987, ISBN 3-442-08555-1

### Die Parabel vom Lautenspieler (Damiano)
Alle übersetzt von Mechtild Sandberg-Ciletti.
- Damiano, Bantam Books 1984, ISBN 0-553-23575-3
  - Damiano, Goldmann 1985, ISBN 3-442-23866-8
- Damiano's Lute, Bantam Books 1984, ISBN 0-553-24102-8
  - Saara, Goldmann 1985, ISBN 3-442-23867-6
- Raphael, Bantam Books 1984, ISBN 0-553-24370-5
  - Raphael, Goldmann 1985, ISBN 3-442-23868-4

### Nazhuret of Sordaling / Lens of the World
- Lens of the World, William Morrow 1990, ISBN 0-688-09484-8
- King of the Dead, William Morrow 1991, ISBN 0-688-09600-X
- Winter of the Wolf, Headline Feature 1993, ISBN 0-7472-4095-7

### Albatross
Mit Nancy L. Palmer.
- Albatross, WordFire Press 2017, ISBN 978-1-61475-555-5
- Shimmer, WordFire Press 2018, ISBN 978-1-61475-556-2

### Einzelromane
- The Book of Kells, Bantam Spectra 1985, ISBN 0-553-25260-7
- The Grey Horse, Bantam Spectra 1985, ISBN 0-553-26557-1
- The Third Eagle, Doubleday Foundation 1989, ISBN 0-385-24919-5
- Death and Resurrection, Prime Books 2011, ISBN 978-1-60701-286-3